# Masindi
Masindi – miasto w zachodniej Ugandzie; stolica dystryktu Masindi. Liczy 45,4 tys. mieszkańców. Leży na drodze z Kampali do Narodowego Parku Wodospadu Murchisona.

## Polonica
W czasie II wojny światowej w Masindi powstało drugie co do wielkości osiedle z 22 wybudowanych dla polskich uchodźcow, przez który w latach 1942–1947 przeszło 4 tys. Polaków. Do obozu trafiali Sybiracy, którym udało się wydostać z sowieckich łagrów i miejsc zesłania, a następnie opuścić ZSRR wraz z Armią Andersa. Z tymczasowego miejsca pobytu w Iranie, następnie w Indiach przesiedlono ponad 18 tys. Polaków. Inne osiedla powstały m.in. w Koja, także w Ugandzie i Tengeru. 